# Ocamo
Ocamo es un río de la cuenca del Orinoco en el estado Amazonas de Venezuela.
Se encuentra a 2° 47' 60 de latitud norte y 65° 13' 60 de longitud oeste.
El Ocamo nace en la Sierra Parima, en la frontera entre Venezuela y Brasil, y desemboca en el Orinoco cerca del pueblo de  Santa María de los Guaicas.
Los Yanomami habitan la región.
Alexander von Humboldt menciona este río en sus escritos sobre sus Viajes a las Regiones Equinocciales.